# Turritopsis lata
Turritopsis lata är en nässeldjursart som beskrevs av Lendenfeld 1884. Turritopsis lata ingår i släktet Turritopsis och familjen Oceanidae. Inga underarter finns listade i Catalogue of Life.